# Ecorregión marina Chile central
La ecorregión marina Chile central (177) es una georregión ecológica situada en el sudoeste de América del Sur. Se la incluye en la provincia marina del Pacífico sureste templado - cálido (en  inglés Warm Temperate Southeastern Pacific) de la ecozona oceánica de América del Sur templada (en inglés Temperate South America).

## Distribución
Se distribuye de manera exclusiva en el litoral marítimo centro-norte de Chile, en aguas del océano Pacífico sudoriental. 